# Kirby Underdale
Kirby Underdale is een civil parish in het bestuurlijke gebied East Riding of Yorkshire, in het Engelse graafschap East Riding of Yorkshire met 125 inwoners.